# Boyd Rice
Boyd Rice (ur. 16 grudnia 1956) – amerykański muzyk eksperymentalny i artysta, współtwórca ruchu UNPOP ART.
Występuje pod swoim nazwiskiem, jak i pod pseudonimem NON. W wieku dwudziestu lat rozpoczął pierwsze eksperymenty dźwiękowe przy użyciu taśm magnetofonowych. Jest autorem wielu esejów z dziedziny filozofii i okultyzmu. W 1999 r. zagrał główną rolę w filmie australijskiego reżysera Richarda Wolstencrofta zatytułowanym Pearls before swine.

## Dyskografia
| Rok       | Tytuł                                                             | Wydano jako                                                            |
| 1977      | The Black Album LP wydany własnym nakładem                        | Boyd Rice                                                              |
| 1978      | Knife Ladder / Mode Of Infection Wydany własnym nakładem 7"       | NON                                                                    |
| 1978/1981 | Pagan Muzak LP-7"                                                 | NON                                                                    |
| 1980      | NON + Smegma Singel – split z grupą Smegma                        | NON + Smegma                                                           |
| 1981      | The Black Album Mute reedycja                                     | Boyd Rice                                                              |
| 1982      | Physical Evidence                                                 | NON                                                                    |
| 1982      | Rise EP                                                           | NON                                                                    |
| 1984      | Easy Listening for the Hard of Hearing (z udziałem Franka Toveya) | Boyd Rice and Frank Tovey                                              |
| 1987      | Blood and Flame                                                   | NON                                                                    |
| 1990      | Music Martinis and Misanthropy                                    | Boyd Rice and Friends                                                  |
| 1991      | Easy Listening for Iron Youth (Kompilacja)                        | NON                                                                    |
| 1992      | In the Shadow of the Sword                                        | NON                                                                    |
| 1993      | Big Red Balloon (singel 12"/CD)                                   | Spell (z udziałem Rose McDowall)                                       |
| 1993      | Seasons in the Sun                                                | Spell (z udziałem Rose McDowall)                                       |
| 1993      | I'm Just Like You (10")                                           | The Tards (z udziałem Adama Parfreya)                                  |
| 1993      | Ragnarok Rune                                                     | Boyd Rice                                                              |
| 1994      | The Monopoly Queen (7")                                           | The Monopoly Queen (z udziałem Mary Ellen Carver i Combustible Edison) |
| 1995      | Might!                                                            | NON                                                                    |
| 1995      | Hatesville                                                        | The Boyd Rice Experience                                               |
| 1996      | Heaven Sent                                                       | Scorpion Wind (z udziałem Douglasa P. i Johna Murphy’ego)              |
| 1997      | God and Beast                                                     | NON                                                                    |
| 1999      | Pagan Muzak (reedycja)                                            | NON                                                                    |
| 1999      | Receive the Flame                                                 | NON                                                                    |
| 2001      | Wolf Pact                                                         | Boyd Rice and Fiends                                                   |
| 2002      | Children of the Black Sun                                         | NON                                                                    |
| 2004      | Terra Incognita: Selected Ambient Works, 1975 to Present          | Boyd Rice/NON                                                          |
| 2004      | Alarm Agents                                                      | Death in June & Boyd Rice                                              |

## Filmy
- Pranks! TV! (1986, VHS), directed by V. Vale, RE/Search Publications
- Charles Manson Superstar (1989)
- Speak of the Devil (1995, VHS), about Anton LaVey, directed by Nick Bougas, Wavelength Video
- Pearls Before Swine (1999), directed by Richard Wolstencroft
- Nixing The Twist (2000, DVD), directed by Frank Rich, High Crime Films
- The Many Moods of Boyd Rice (2002, VHS), Predatory Instinct Productions
- Church of Satan Iinterview Archive (2003, DVD), Purging Talon
- Iconoclast (2007 release date) Directed by Larry Wessel (www.iconoclastmovie.com)
- Modern Drunkard (In Production), directed by Frank Rich